# ملکه این‌سون
ملکه این‌سون (کره‌ای: 인순왕후 심씨؛ ۲۷ ژوئن ۱۵۳۲ – ۱۲ فوریه ۱۵۷۵) نام پسامرگی بود که به همسر و ملکه همسر یی هوان، پادشاه میونگ‌جونگ اعطا شد. او ملکه هم‌نشین چوسان از سال ۱۵۴۵ تا زمان مرگ همسرش در ۱۵۶۷ بود و پس از آن از وی با عنوان ملکه بیوه یی‌سونگ (کره‌ای: 의성왕대비) تجلیل شد. او به عنوان ملکه نایب‌السلطنه در دوران خردسالی پسرخوانده‌اش یی یون، پادشاه سون‌جو از سال ۱۵۶۷ تا ۱۵۶۸ حکومت کرد.